# لوندون ودبيري
لوندون ودبيري (بالإنجليزية: London Woodberry)‏ (28 مايو 1991 بماككيني في الولايات المتحدة - ) هو لاعب كرة قدم أمريكي في مركز الدفاع. شارك مع منتخب الولايات المتحدة تحت 18 سنة لكرة القدم. أما مع النوادي، فقد لعب مع نادي دالاس ونيو إنجلاند ريفولوشن وفينيكس راسينغ وBaltimore Bohemians ‏.

## روابط خارجية
- لوندون ودبيري على موقع الدوري الأمريكي (الإنجليزية)
- لوندون ودبيري على موقع قاعدة بيانات كرة القدم.إي يو (الإنجليزية)
- لوندون ودبيري على موقع Soccerway.com (الإنجليزية)
- لوندون ودبيري على موقع عالم كرة القدم.نت (الإنجليزية)
- لوندون ودبيري على موقع AS.com (الإسبانية)